# Primerigonina
Primerigonina là một chi nhện trong họ Linyphiidae.